# カフカスツール
カフカスツール（Capra cylindricornis）は、ウシ科ヤギ属に分類される偶蹄類。別名ヒガシコーカサスツール。

## 分布
アゼルバイジャン、グルジア、ロシアのカフカース山脈東部

## 形態
体長オス130-150センチメートル、メス120-140センチメートル。肩高オス79-98センチメートル、メス65-70センチメートル。体重オス65-100キログラム、メス45-55キログラム。
基部から外側上方、後方および下方へ向かい、先端が内側上方へ向かう太く丸みを帯びた角がある。。角長はオス90-115センチメートルであり、角の断面は三角形。角の表面には不規則に横皺が入り、稜や畝のような隆起がない。
夏季には毛衣が灰色がかり、冬季には赤褐色になる。
オスの顎に伸長する体毛は7センチメートル以下と極めて短く、縮れている。

## 分類
カフカスアイベックスの亜種とする説もあり、分布域が一部重複し種間雑種も形成している。

## 生態
標高800-4,200メートルにある荒地や湿性草原、森林などに生息する。冬季になると標高の低い場所にある草原へ移動する。夜行性。オスの成獣は単独で生活する。500頭に達する大規模な群れを形成することもある。
食性は植物食で、草などを食べる。
繁殖形態は胎生。11-翌1月に交尾を行い、妊娠期間は150-160日。5-6月に1回に1頭の幼獣を産む。メスは生後2年で性成熟する。

## 人間との関係
狩猟、家畜との競合などにより生息数は減少している。1960年代後期から1970年代における生息数は20,000-30,000頭、1980年代後期における生息数は18,000-20,000頭と推定されている。